# Kolej Południowa

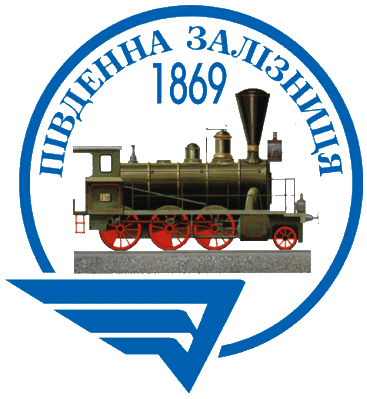

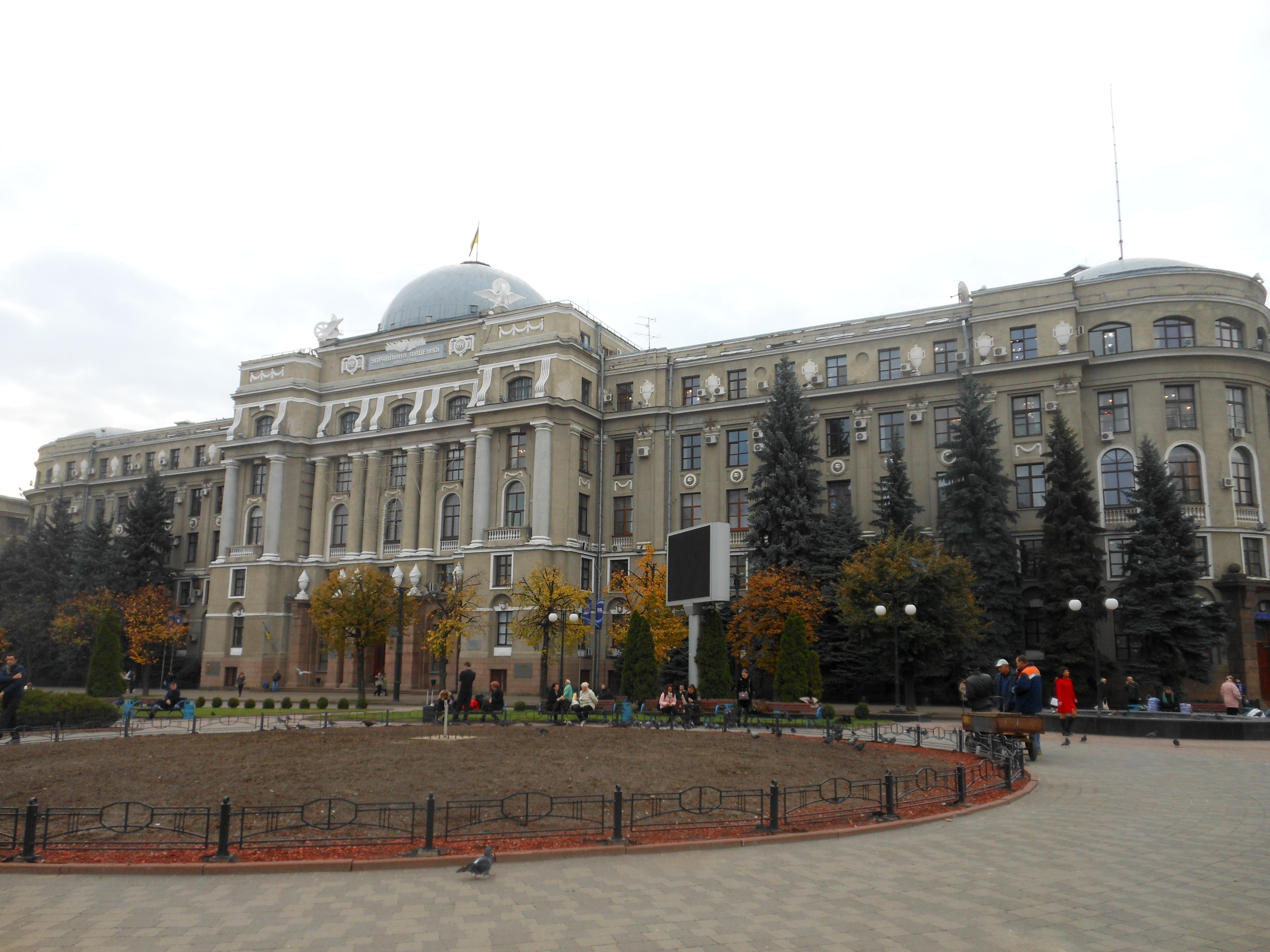
Budynek zarządu Kolei Południowej w Charkowie

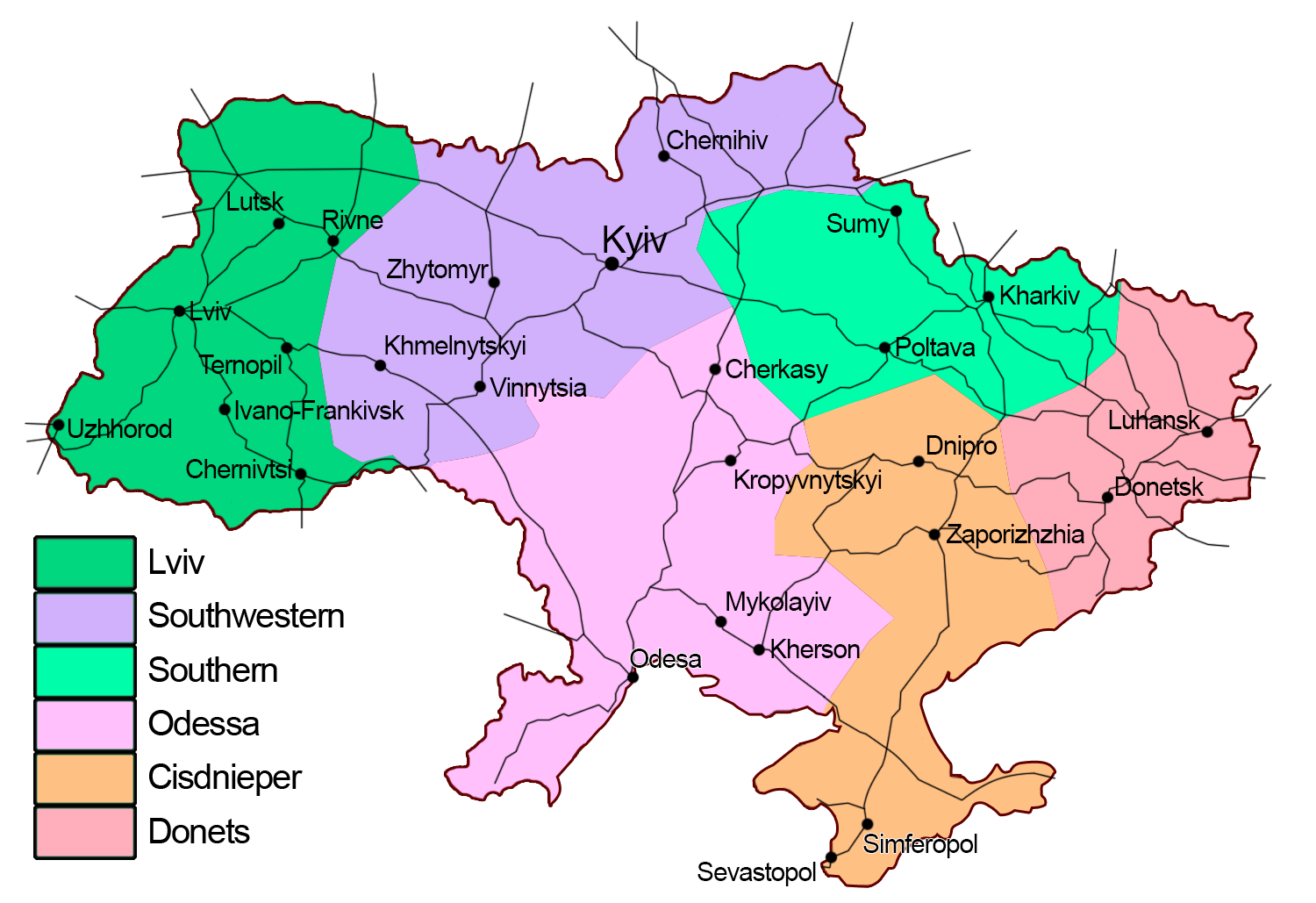
Mapa regionalnego podziału kolei ukraińskich

Kolej Południowa (ukr. Південна залізниця, Piwdenna zaliznycia) – przedsiębiorstwo regionalne ukraińskich kolei państwowych, obsługujące kolej w trzech obwodach Ukrainy: charkowskim, połtawskim, sumskim oraz w niektórych rejonach sąsiednich obwodów.
Siedziba dyrekcji mieści się w Charkowie. Organizacyjnie składa się z 4 terytorialnych dyrekcji przewozów kolejowych – kupiańskiej, połtawskiej, sumskiej i charkowskiej.